# Kazanlăk
Kazanlăk (bugarski: Казанлък) je grad na sjeveroistoku Bugarske smješen je na istočnoj strani Ružine doline u podnožju Balkan planine. 
Kazanlăk je 10. po veličini industrijski grad u Bugarskoj, sa svojih 79 464 stanovnika (po popisu iz 2007.). Kazanlăk je središte proizvodnje ružinog ulja po kojoj su Bugarska i grad Kazanlăk poznati u svijetu. 
Tračanska grobnica u Kazanlăku je uvrštena na UNESCO-ov popis Svjetske baštine 1979. godine.

## Povijest
Najstariji ljudski tragovi sežu do neolita u 6. – 5. tisućljeće pr. Kr.
Tijekom 4. stoljeće pr. Kr. i 3. stoljeće pr. Kr. zemlje uz gornji tok rijeke Tundže podpale su pod vlast tračkog vladara Sevta III., koji je imao važno mjesto u razvoju Trakije za helenističkog doba.
Ostaci tračkog grada Seutopolisa otkriveni su pored Kazanlăka, za vrijeme gradnje umjetnog jezera - Koprinka. Na tom lokalitetu otkopan je i Trački grob iz 4. stoljeće pr. Kr. Ta grobnica je ozidana kružna kupolna prostorija ukopana u brijeg (Tolos),  stropovi su oslikani prizorima tračkog bračnog para pri pogrebnom obredu. 
U srednjem vijeku, dolina Kazanlk postala je središte regije Krun, iz koje je bugarski vlastelin Eltimir vladao. 
Nakon 1370. godine Kazanlk je podpao pod otomansku vlast.
Današnji Kazanlăk počeo se razvijati tek od 15. stoljeća. Osnovan je kao vojnička utvrda za zaštitu Prijevoja Šipka, iz toga se razvio zanatsko trgovački centar. U gradu je bilo više od 50 različitih obrtnika, poput; krznara, kotlara, zlatara, tkalaca, bojadisara i naravno uzgajivača ruža i proizvođača ružinih mirisa.
U Kazanlăku se razvila proizvodnja ružinog ulja, koje je služilo kao podloga za proizvodnju mirisa (parfema). Ruže su ispočetka uvožene (i udomaćivane) iz Indije preko Perzije, Sirije i Turske, u Kazanlăku su pronašle odlične uvjete za rast. Tako su ruže iz Kazanlăka dobivale zlatne medalje na Svjetskim izložbama u Parizu, Londonu, Philadelphiji, Antwerpenu i Milanu. 
Nakon oslobođenja od Otomanskog carstva obrtništvo u gradu je djelomično zamrlo zbog gubitka dotadašnjeg velikog tržišta Otomanskog carstva. Namjesto toga počeli su se podizati pogoni tekstilne, zrakoplovne i vojne industrije.

## Kultura i znamenitosti
Za bugarskog nacionalnog preporoda u 19. st. počela je djelovati u Kazanlăku- Pedagoška škola iz koje su izašli mnogi učitelji koji su izvršili veliki uticaj na cijelu zemlju.
Za kulturni život grada osobito je bilo važno osnivanje čitališta "Iskra" (zapravo pravog doma kulture)  1860. godine. Iskra je imala knjižnicu, kazalište, kino dvoranu i muzej. Iskra je bila dom u kojem je nastala prva bugarska opera, Siromaškinja.

### Tračanska grobnica u Kazanlăku
Kazanlăška grobnica (bugarski: Казанлъшка гробница) je tračanska grobnica od opeke nadsvođena u obliku košnice. Nalazila se pored tračanske prijestolnice Seuthopolisa, a sastoji se od uskog prolaza i okrugle grobne komore koje su oslikane zidnim slikama iz helenističkog razdoblja. U središnjoj komori prikazan je tračanski par na pogrobnoj gozbi koji se hvata za ruke u prisnoj gesti. Pored toga tu je sjajan prikaz konja i skupine koja se oprašta. To su najbolje sačuvane slike naroda Tračana. Od 1979. godine upisana je na UNESCO-ov popis mjesta svjetske baštine u Europi.
U ljeto 2004. godine pronađen je i veliki tračanski mauzolej iz 5. st. pr. Kr. u susjednom gradu Šipka (grad), tzv. Golema Kosmatka.

### Nacionalni park Buzludža
Nacionalni park Buzludža, nalazi se pored Prijevoja Šipka, on ima posebno mjesto u bugarskoj povijesti. Tu se je odigrala povijesna bitka 30. srpnja 1868., u kojoj su bugarski ustanici vođeni nacionalnim herojem Hadži Dimitrom izgubili bitku s puno nadmoćnijim turskim jedinicama.
Tu je 1961. godine podignut spomenik u slavu njihovog junaštva. Nedaleko se nalazi kameni reljef koji podsjeća da je tu osnovana Bugarska socijalistička stranka 2. kolovoza 1891. godine, na tajnom kongresu.

### Nacionalni park Šipka
Nacionalni park Šipka nalazi se na području gdje su se odigravale krvave bitke za vrijeme Rusko-turskog rata (1877. – 1878.).
Na vrhu brda Šipka nalazi se Spomenik slobode 1934. godine, podignut je dobrovoljnim prilozima od strane arhitekta Atanasa Donkova, i kipara Aleksandra Andrejeva.

### Festival ruža
Grad leži na istočnom dijelu poznate "Doline ruža", koja je okružena visokim planinskim lancima sa svih strana. Po podatcima iz enciklopedije The Ultimate Visual Encyclopedia, Bugarska je najveći svjetski proizvođač nekih ružinih ulja, a ružičnjaci Kazanlka su najveći vrtovi na svijetu.
U gradu se od 1903. godine održava - Festival ruža (u lipnju).
- Lavova česma na trgu Seuthopolis (1903.)
- Dvorište muzeja ruža
- Gimnazija sv. Ćirila i Metoda
- Gradska crkva

## Gospodarstvo
Kazanlăk je uz miris ruža bio poznat i kao grad u kojem se proizvodi oružje, tvrtka - Arsenal osnovana je 1924., proizvodila je i proizvodi velike količine raznog oružja, od pištolja, velikih topova, raznih raketa te svojevremeno po sovjetskoj licenci i poznate jurišne automatske puške Kalašnikov.
U gradu djeluju i tvornice M+S Hydraulic  i Caproni JSC, u kojima se proizvode hidraulične pumpe i komponente.
Kazanlăk ima tri tekstilne tvornice, te naravno i tvornicu ružina ulja (parfema).

## Zbratimljeni gradovi
| - Aleksandrija, Egipat - Luxor, Egipat - Grasse, Francuska - Saint-Herblain, Ujedinjeno Kraljevstvo - Veria, Grčka | - Toljati, Rusija - Fukuyama, Japan - Kočani, Makedonija - Nagykanizsa, Mađarska - Târgovişte, Rumunjska |

## Vanjske poveznice
| - Službene stranice grada Kazanlăk - Inormacije o Kazanlăku - Kazanlk.com | - Kazanlk.start.bg - infoKazanlk.com Arhivirana inačica izvorne stranice od 31. srpnja 2008. (Wayback Machine) - Slike iz Kazanlăka Arhivirana inačica izvorne stranice od 18. ožujka 2007. (Wayback Machine) |